# 1927-es Copa América
Az 1927-es Dél-amerikai Válogatottak Bajnoksága a 11. dél-amerikai kontinenstorna volt. Először rendezték Peruban, illetve Peru válogatottja először vett részt az eseményen. A tornát Argentína nyerte. A torna egyben az 1928. évi nyári olimpiai játékok labdarúgótorna selejtezője is volt, ahová az első két helyezett jutott ki.

## Résztvevők
Eredetileg hét csapat vett volna részt a tornán:
| - Argentína - Bolívia - Brazília - Chile | - Paraguay - Peru - Uruguay |

Brazília, Chile és Paraguay visszalépett.

## Eredmények
A négy részt vevő válogatott egy csoportban, körmérkőzéses formában mérkőzött meg egymással. A csoport élén végzett csapat nyerte meg a kontinensviadalt.

### Mérkőzések
| 1927. október 30. |

| Argentína                                                                   | 7–1   | Bolívia     |
| --------------------------------------------------------------------------- | ----- | ----------- |
| Luna 18' 56' Carricaberry 20' 36' Recanattini 24' (11-esből) Seoane 29' 79' | (5–1) | Alborta 42' |

| Estadio Nacional, Lima Nézőszám: 15 000 Játékvezető: Benjamín Fuentes (perui) |

| 1927. november 1. |

| Uruguay                                    | 4–0   | Peru |
| ------------------------------------------ | ----- | ---- |
| Ulloa 49' (öngól) Sacco 52' 71' Castro 75' | (0–0) |      |

| Estadio Nacional, Lima Nézőszám: 22 000 Játékvezető: Consolato Nay Foino (argentin) |

| 1927. november 6. |

| Uruguay                                                                     | 9–0   | Bolívia |
| --------------------------------------------------------------------------- | ----- | ------- |
| Petrone 18' 65' 81' Figueroa 19' 67' 69' Arremón 43' Castro 68' Scarone 86' | (3–0) |         |

| Estadio Nacional, Lima Nézőszám: 6 000 Játékvezető: Benjamín Fuentes (perui) |

| 1927. november 13. |

| Peru                                    | 3–2   | Bolívia            |
| --------------------------------------- | ----- | ------------------ |
| Neyra 31' Sarmiento 41' Montellanos 43' | (3–2) | Bustamente 13' 14' |

| Estadio Nacional, Lima Nézőszám: 14 000 Játékvezető: Alberto Parodi (chilei) |

| 1927. november 20. |

| Argentína                                                 | 3–2   | Uruguay         |
| --------------------------------------------------------- | ----- | --------------- |
| Recanattini 56' (11-esből) Luna 70' Canavessi 85' (öngól) | (0–1) | Scarone 33' 79' |

| Estadio Nacional, Lima Nézőszám: 26 000 Játékvezető: David Thurner (angol) |

| 1927. november 27. |

| Argentína                                       | 5–1   | Peru          |
| ----------------------------------------------- | ----- | ------------- |
| Ferreira 1' 30' Maglio 22' 25' Carricaberry 38' | (5–1) | Villanueva 3' |

| Estadio Nacional, Lima Nézőszám: 15 000 Játékvezető: Victorio Gariboni (bolíviai) |

### Végeredmény
A hazai csapat eltérő háttérszínnel kiemelve.
| Helyezés | Nemzet    | M | Gy | D | V | G+ | G– | Gk  | P |
| -------- | --------- | - | -- | - | - | -- | -- | --- | - |
| Arany    | Argentína | 3 | 3  | 0 | 0 | 15 | 4  | +11 | 6 |
| Ezüst    | Uruguay   | 3 | 2  | 0 | 1 | 15 | 3  | +12 | 4 |
| Bronz    | Peru      | 3 | 1  | 0 | 2 | 4  | 11 | –7  | 2 |
| 4.       | Bolívia   | 3 | 0  | 0 | 3 | 3  | 19 | –16 | 0 |

| Az 1927-es Dél-amerikai Válogatottak Bajnoksága győztese |
| -------------------------------------------------------- |
| ARGENTÍNA 3. cím                                         |

### Gólszerzők
| 3 gólos - Alfredo Carricaberry - Segundo Luna - Roberto Figueroa - Pedro Petrone - Héctor Scarone 2 gólos - Manuel Ferreira - Juan José Maglio - Humberto Recanattini - Manuel Seoane - José Bustamante - Héctor Castro - Antonio Sacco | 1 gólos - Mario Alborta - Alberto Montellanos - Demetrio Neyra - Jorge Sarmiento - Alejandro Villanueva - Juan Arremon Öngólos - Daniel Ulloa ( Uruguay ellen) - Adhemar Canavessi ( Argentína ellen) |

## Külső hivatkozások
- 1927 South American Championship